# Upplands runinskrifter 97
Upplands runinskrifter 97 är en försvunnen vikingatida runsten som funnits i Rotebro, Sollentuna socken och Sollentuna kommun.

## Inskriften
En del av inskriften saknas men stenen har troligen blivit rest av Holmfrid till minne av hennes make och av Kvigulv över hans fader. Ristningen är signerad av Kättil men det är knappast, av ornamentiken att döma, samma Kättil som ristat och signerat U 334.
Translitterering av runraden:
[hulmfriþ · lit · kara · mirki · iftiʀ ... om · kuihulfr · iftʀ · faþur · sin katil · iak · runaʀ ·]
Normalisering till runsvenska:
Holmfriðr let gærva mærki æftiʀ ... ok Kvigulfʀ æftiʀ faður sinn. Kætill hiogg runaʀ.
Översättning till nusvenska:
Holmfrid lät göra märken efter, ... och Kvigulv efter sin fader. Kättil högg runorna.